# قائمة أعلام النهضة
هذه قائمة بالشخصيات البارزة المرتبطة بالادب في النهضة الأوروبية
.

## فنانون ومهندوسون معماريون

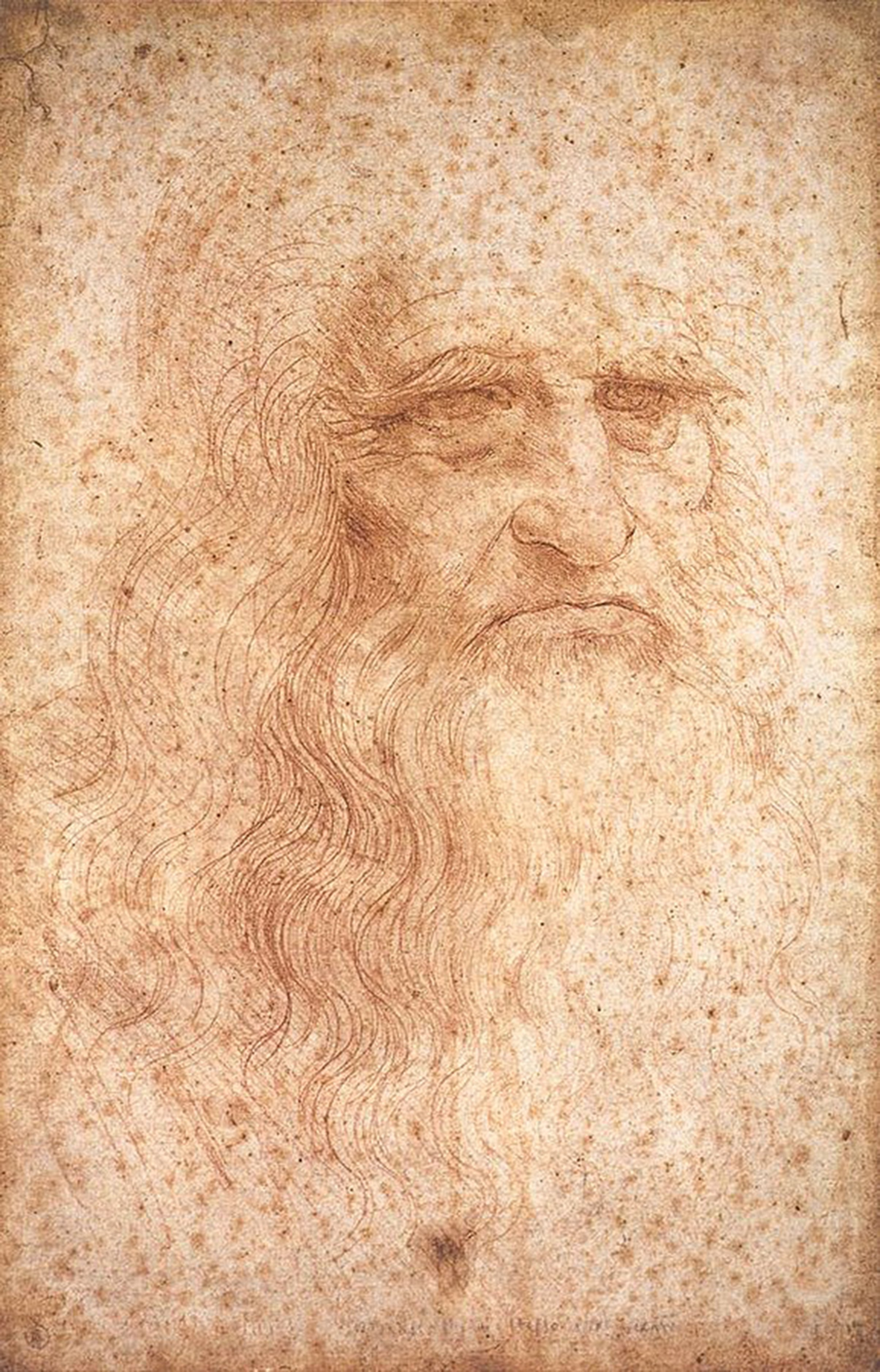
ليوناردو دا فينشي

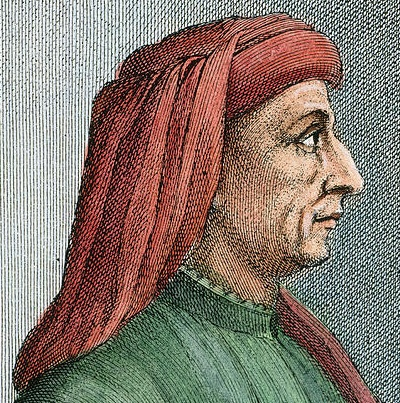
فيليبو برونليسكي

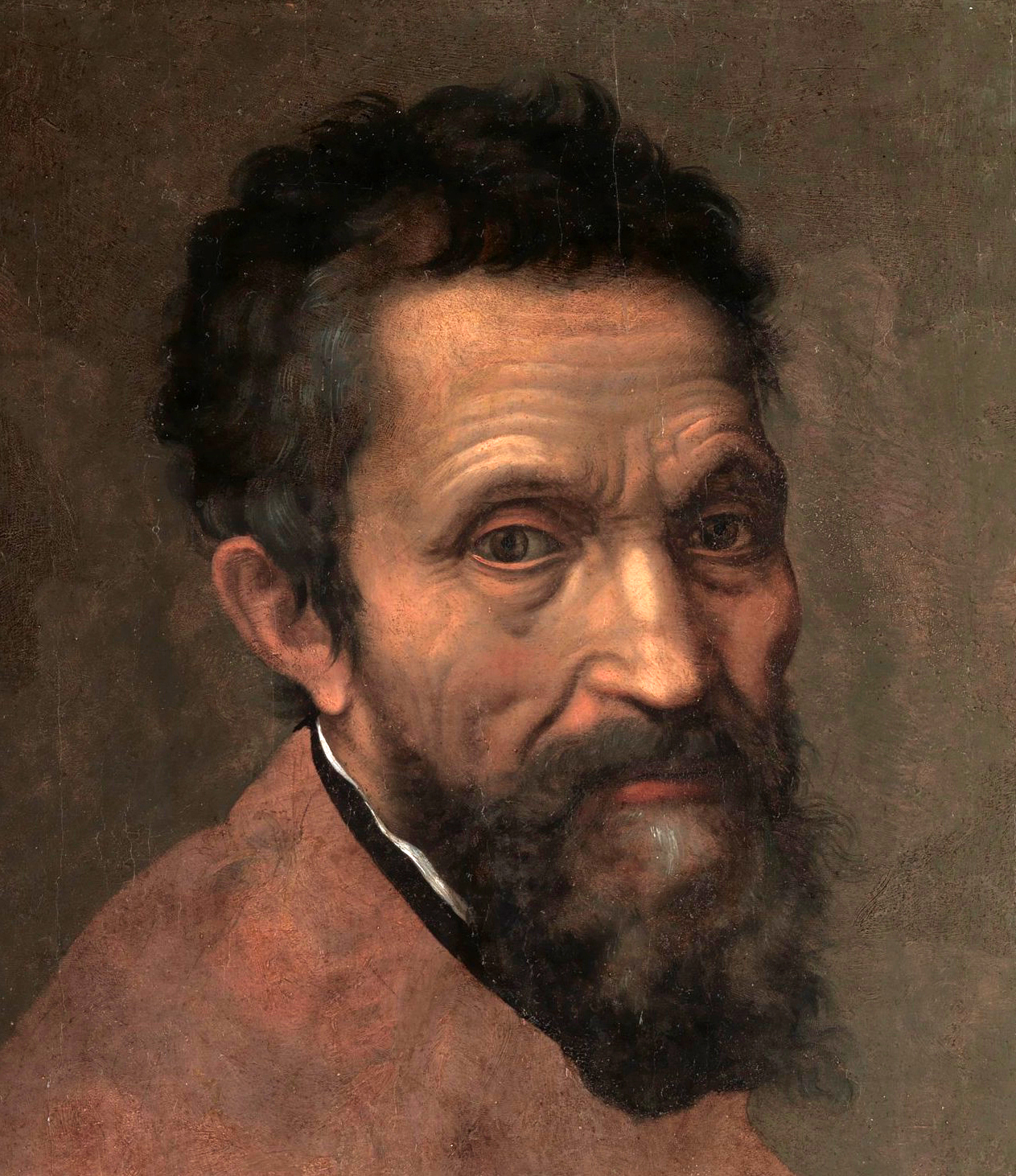
ميكيلانجيلو

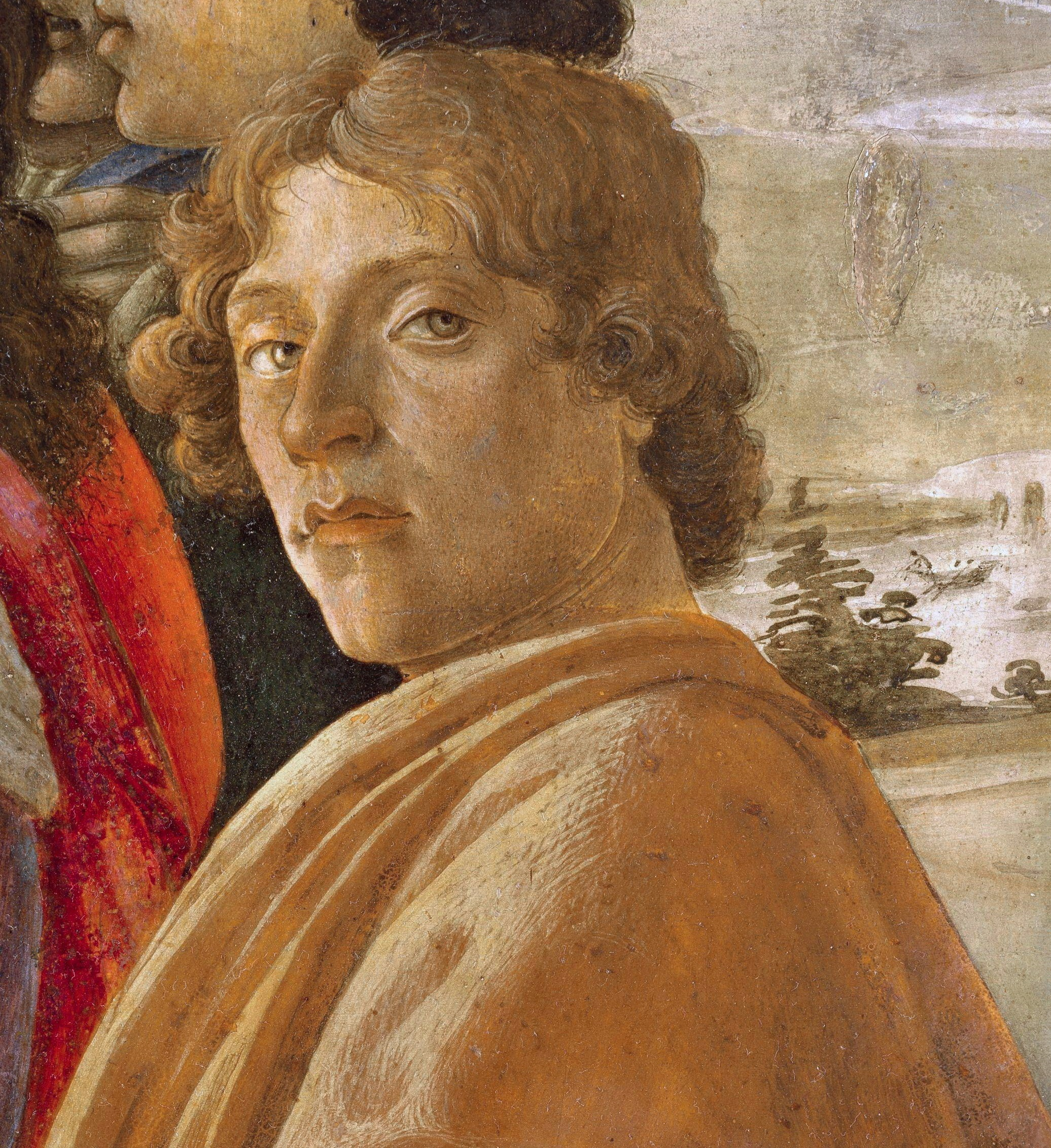
ساندرو بوتيتشيلي

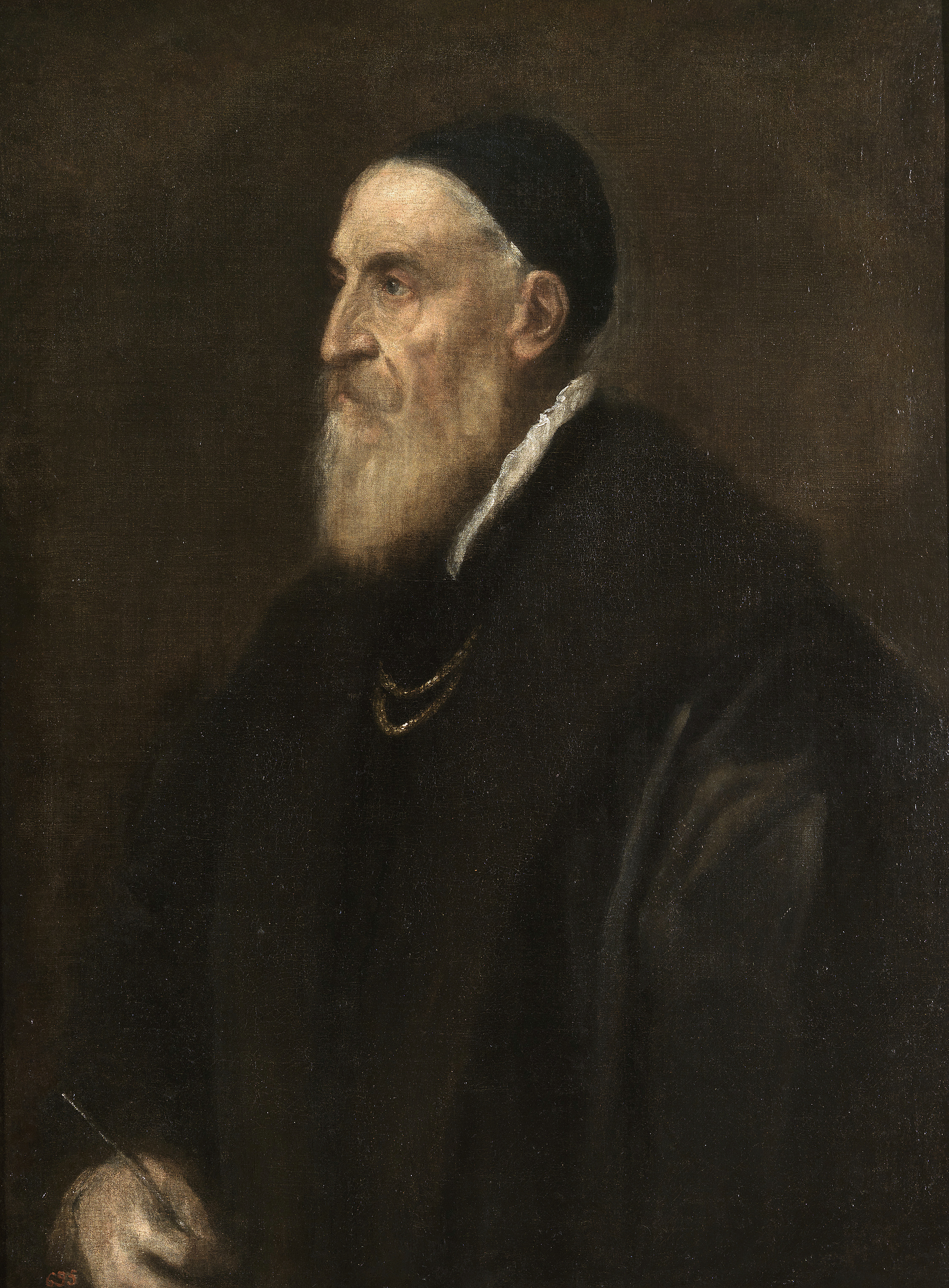
تيتيان

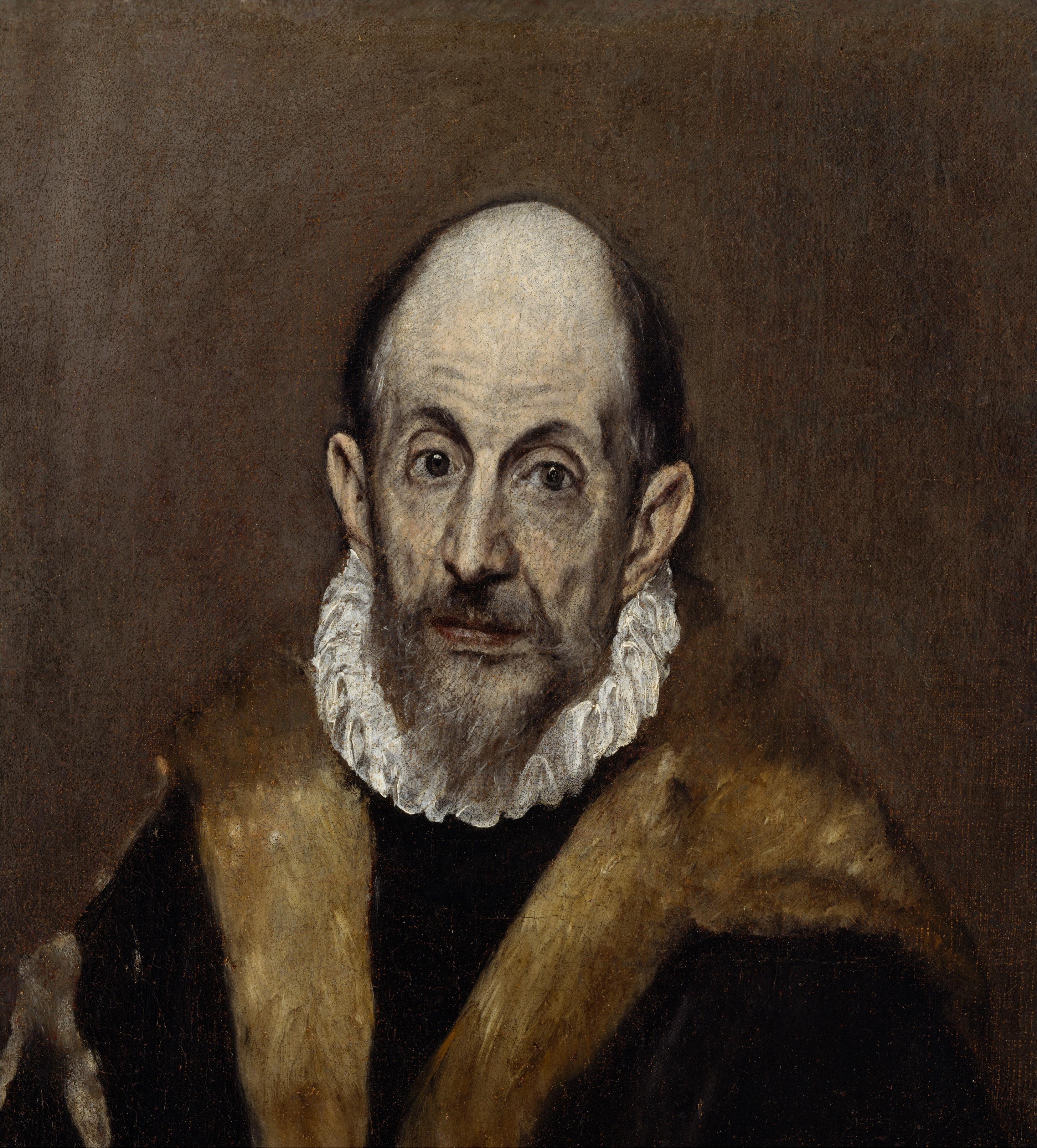
إل غريكو

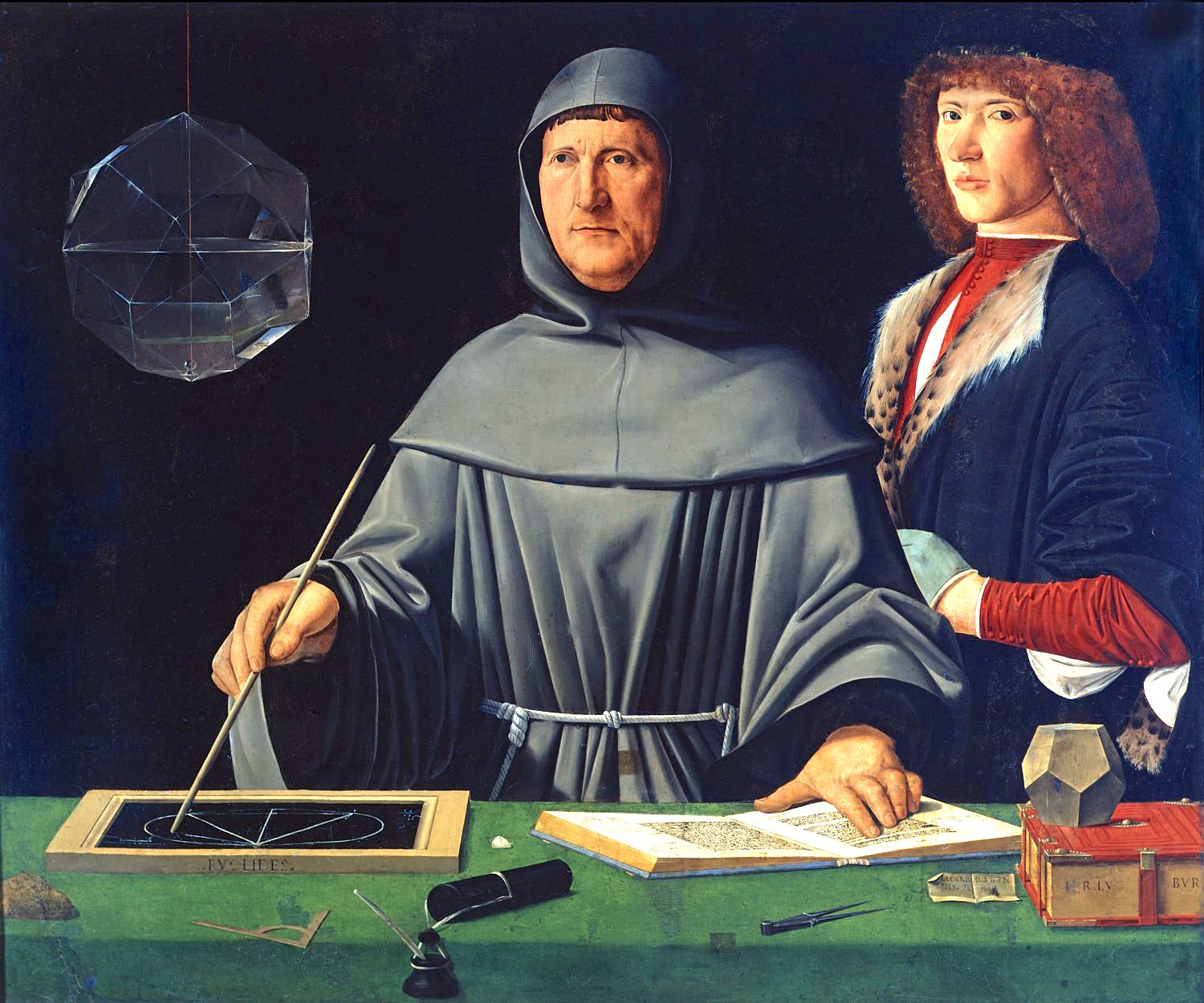
لوكا باتشولي

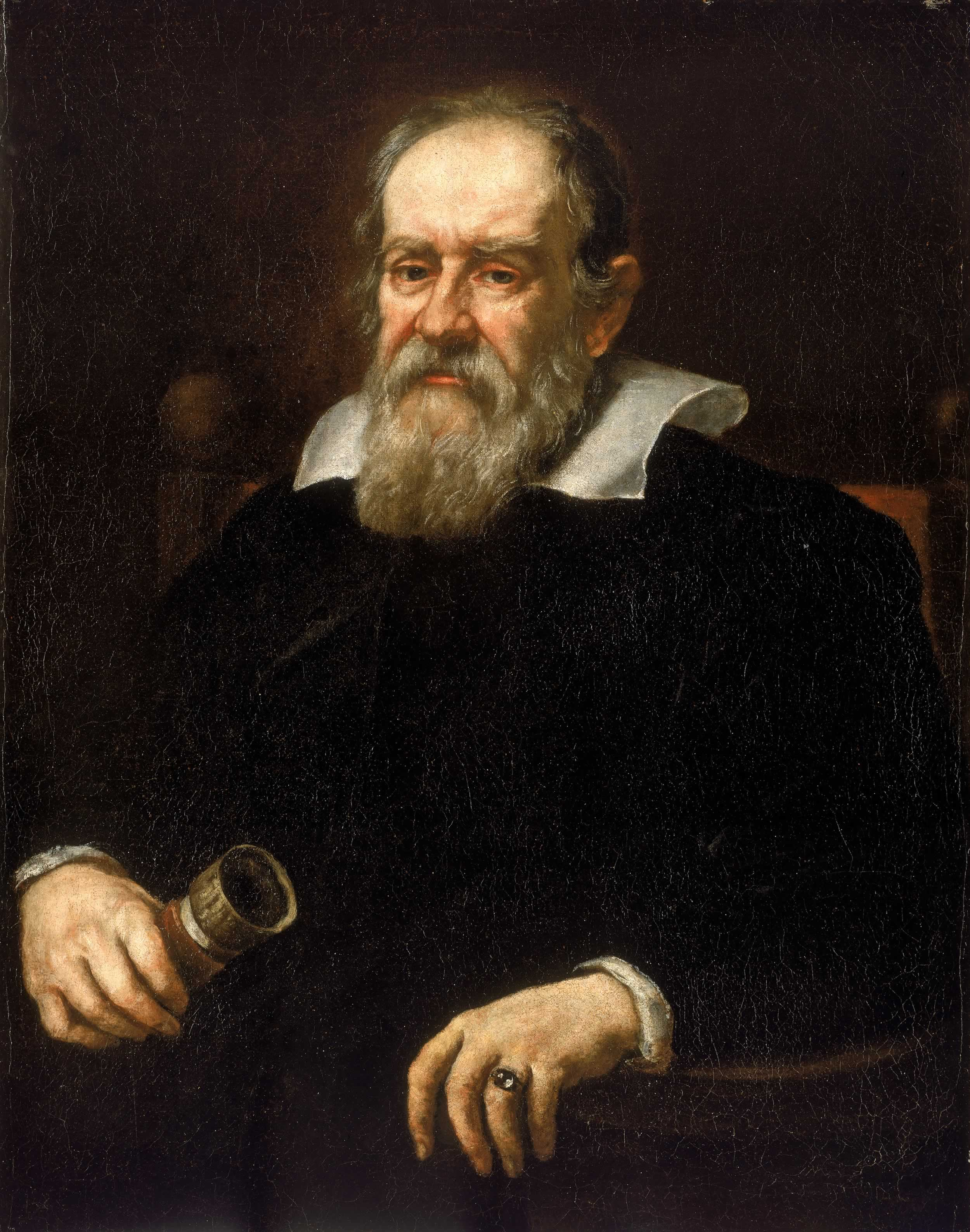
غاليليو غاليلي

- ليوناردو دا فينشي
- فيليبو برونليسكي
- ميكيلانجيلو
- جوتو دي بوندوني
- ساندرو بوتيتشيلي
- دوناتيلو
- دوناتو برامانتي
- أندريا بيزانو
- جين بولونت
- برونزينو
- بيتر بروغل الأكبر
- بالما فيكيو
- بالما ايل جيوفاني
- بيتر بروغل الأصغر
- جان بروغل الأكبر
- جان بروغل الأصغر
- ماركو كارديسكو
- جواو دي كاستيلهو
- أندروت دو سيرسو
- جين كلويت
- فرانسوا كلويت
- فيليبيرت دل اورم
- ألونسو بيرجت
- هيرونيموس بوس
- بيدرو بيرقيت
- آلبرخت دورر
- هانز دورر
- جان فوكيه
- روسو فيورينتينو
- فرانشيسكو فيورنتينو
- بييرو ديلا فرانشيسكا
- ماركوس قيريرتس الأصغر
- لورنزو جبرتي
- جورجوني
- جوتو دي بوندوني
- جورج جاور
- بينوزو جوزولي
- إل غريكو
- جان غوجون
- خوان دي هيريرا
- نيكولاس هيليارد
- هانس هولباين الصغير
- إنيغو جونز
- كونراد فابر فون كروزناش
- بيير لوسكات
- فيليبو ليبي
- بيدرو ماتشوكا
- أندريا مانتينيا
- لويس دي موراليس
- برناردو موراندو
- بيترو نيجرونيي
- إسحاق اوليفر
- فيليبيرت ديل اورم
- أندريا بالاديو
- سيباستيانو ديل بيومبو
- برنار بيلسي
- جيرمان بيلون
- بيزانيلو
- جاكون بيلجو
- جيوفاني باتيستا دي كوادرو
- جان فان إيك
- يناير بولاك
- فرنسيسكو بريماتيتشيو
- رفائيل
- ستنيسو ساموسترزلنك
- سيباستيانو سيرليو
- وليم شكسبير
- دييغو سايلو
- إل سودوما
- تينتوريتو
- تيتيان
- خوان باوتيستا دي توليدوي
- أندريس دي فاندلفايرا
- باولو فرونزه
- روجير فان در فايدن
- أندرياس فيزاليوس

- جيرولامو كاردانو
- لوكا باتشولي
- بيتروس ابيانس
- فرانسوا دي أغيلون
- جيما فريسيس
- مارينو جيتالدي
- كويدوبالدو ديل مونتي
- جون نابير
- بيدرو نونيز
- ويليام أوتريد
- روبرت غيكوغد
- نيكولو فونتانا تارتاليا
- غاليليو غاليلي

## كتاب

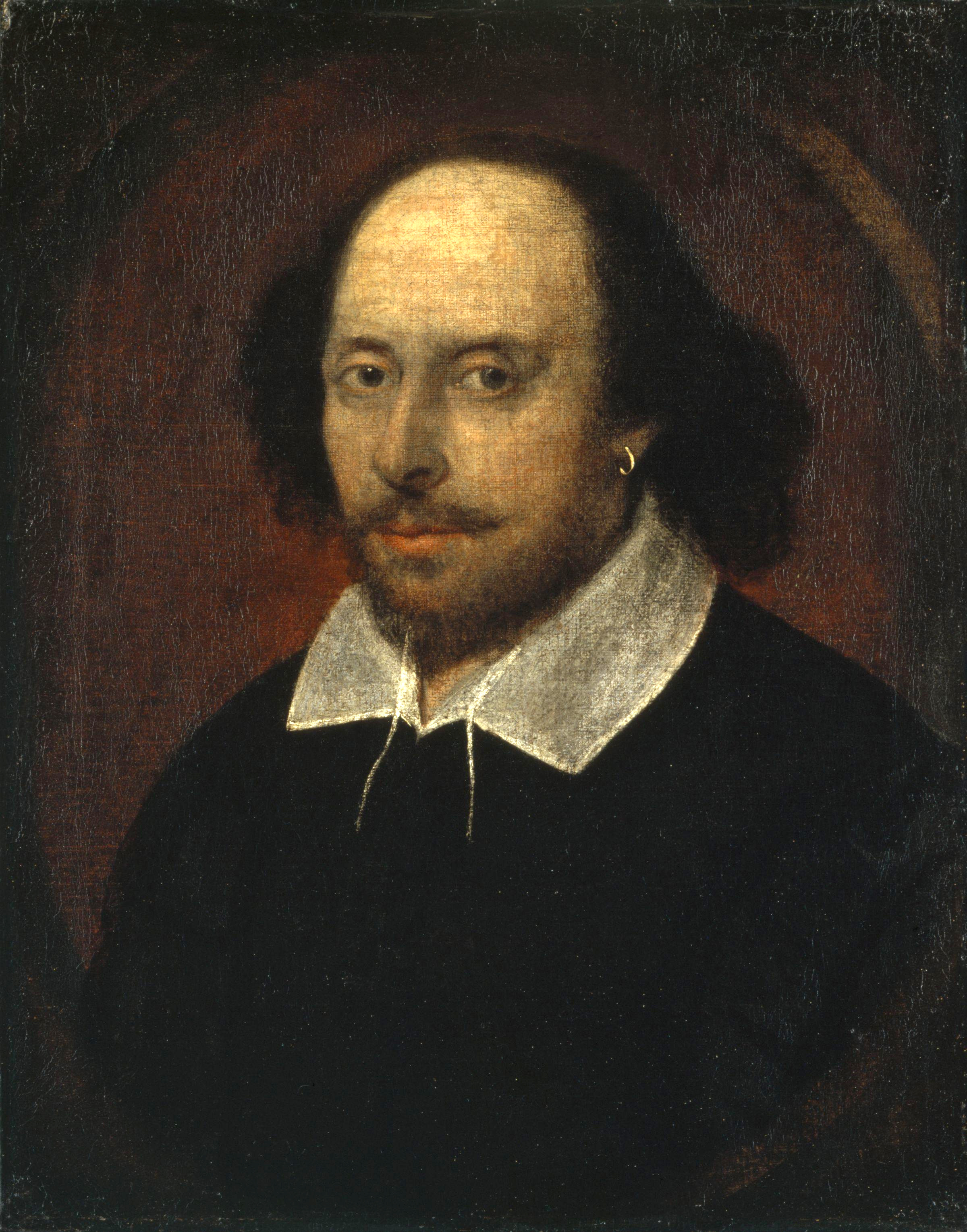
وليم شكسبير

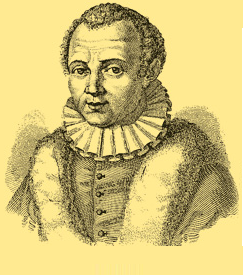
البيريكو جنتيلي

- فرانشيسكو بتراركا
- وليم شكسبير
- البيريكو جنتيلي
- تيريزا القديسة
- لودوفيكو أريوستو
- لويس دي كامويس
- بالداساري كاستيليوني
- ميغيل دي ثيربانتس
- يوحنا الصليب
- جون دون
- بن جونسون
- لويس دي ليون
- كريستوفر مارلو
- فرانسوا رابليه
- فرناندو دي روخاس
- لوب دي رويدا
- بيير دي رونسار
- سيكو سيمونيتا
- غارثيلاسو دي لا فيغا
- جيل فيسنتي

## فلاسفة

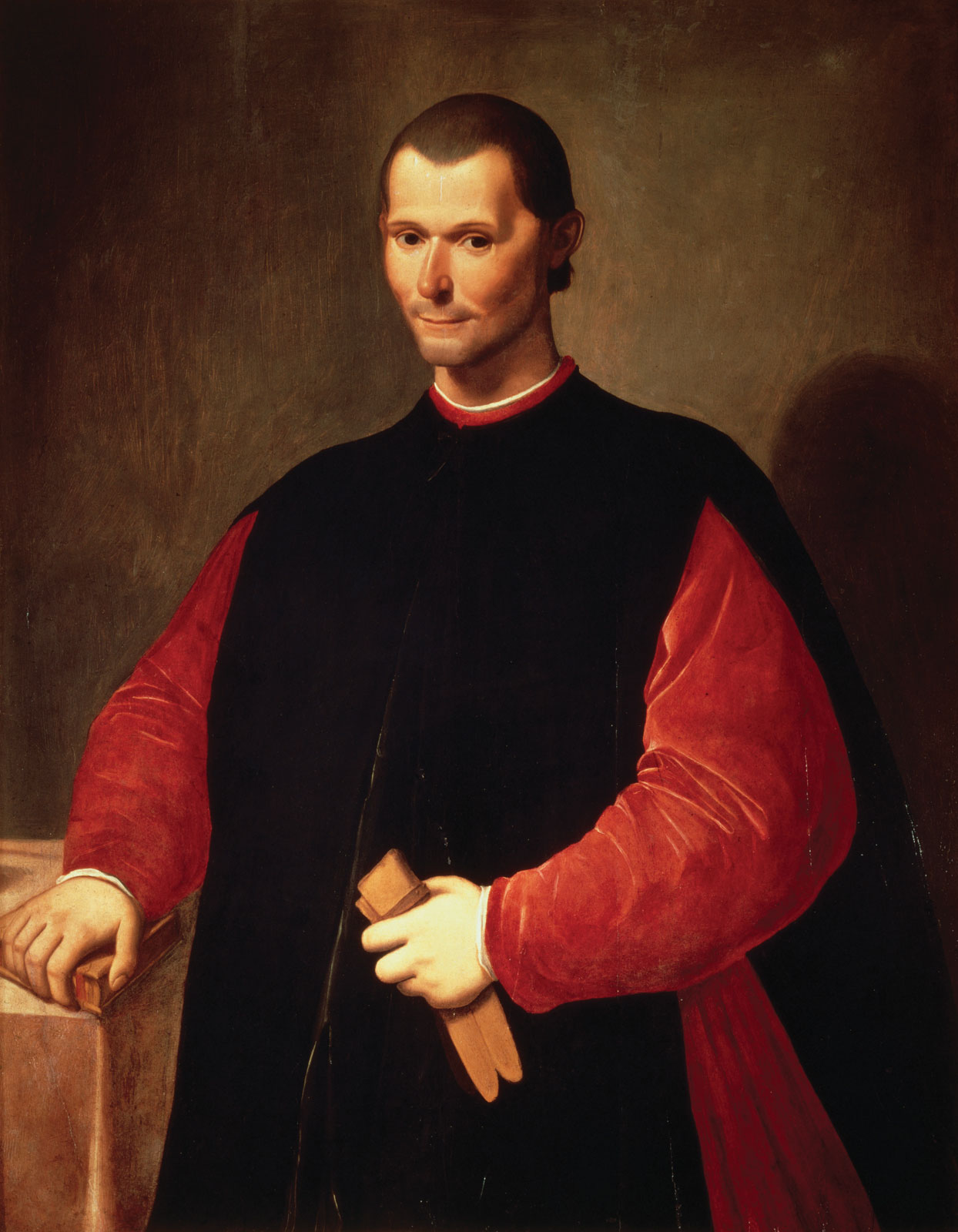
نيكولو مكيافيلي

- نيكولو مكيافيلي
- بيكو ديلا ميراندولا
- باراسيلسوس
- مارتن دي ازبيلكيتا
- فرانسيس بيكون
- جوردانو برونو
- توماسو كامبانيلا
- نيكولاس كوبرنيكوس
- نقولاس الكوزاني
- كورنيليس دريبل
- دسيدريوس إراسموس
- مارسيليو فيسينو
- بييترو بومبوناتزي
- فرانشيسكو غيتشارديني
- ميشيل دي مونتين
- توماس مور
- روبرت بويل
- أنطونيو سيرا
- فرانسيسكو سواريز
- برناردينو تلسيو
- فرانسيسكو دي فيتوريا

## ملحنون
- ولفغانغ أماديوس موزارت
- جيلس بنتشوز
- وليام بيرد
- أنطونيو دي كابيزون
- جوسكين ديبري
- جون داولاند
- جويمي دوفاي
- مايكل أنجلو فالفتي
- فينتشنزو غاليلي
- هاينريش إسحاق
- أورلان دي أسوس
- كلاوديو مونتيفيردي
- كريستوبال دي موراليس
- جان موتون
- يوهانس أوكيغهيم
- جاكوبو بيري
- باليسترينا
- توماس تاليس
- توماس لويس دي فيكتوريا
- أدريان ويلرت
- كارلو غيزوالدو

## راقصون

كريستوفر كولومبوس

- دومينيكو دا بياتشينزا
- فابريشو كاروسو
- ثويناتو أربو
- تشيزاري نيجري
- سام بيكيت

- كريستوفر كولومبوس
- أمريكو فسبوتشي
- تيخو براهي
- جون كابوت
- جاك كارتييه
- صمويل دو شامبلان
- إرنان كورتيس
- بارثولوميو دياز
- فرنسيس دريك
- خوان سباستيان إلكانو
- فاسكو دا غاما
- جيميلي كاريري
- هنري هدسون
- فرناندو ماجلان
- فرانثيسكو بيثارو
- خوان بونثي دي ليون
- جيراردوس مركاتور
- جيوفاني دي فيرازانو
- فرنسيس دريك